# Maculinea cyanecula
Maculinea cyanecula är en fjärilsart som beskrevs av Eduard Friedrich Eversmann 1848. Maculinea cyanecula ingår i släktet Maculinea och familjen juvelvingar. Inga underarter finns listade i Catalogue of Life.